# Pergalumna bimaculata
Pergalumna bimaculata är en kvalsterart som beskrevs av Hammer 1973. Pergalumna bimaculata ingår i släktet Pergalumna och familjen Galumnidae. Inga underarter finns listade i Catalogue of Life.